# Мемориальный комплекс лётчика-космонавта СССР А. Г. Николаева
Мемориальный комплекс лётчика-космонавта СССР А. Г. Николаева — музейный комплекс в селе Шоршелы, Чувашской Республики — на малой родине советского космонавта № 3, в 30 км от Чебоксар.

## История комплекса
Шоршелский музей космонавтики открыт 14 декабря 1972 года в здании сельской школы по инициативе её директора М. Я. Гаврилова. С сентября 1978 года школьный музей получил статус филиала Чувашского республиканского краеведческого (ныне Национального) музея.
2 ноября 2001 года музей переехал в новое, специально выстроенное для него по инициативе первого президента Чувашии Н. В. Фёдорова просторное здание. В церемонии открытия приняли участие Пётр Климук, Виктор Горбатко, Юрий Батурин, Андриян Николаев, Николай Бударин, Муса Манаров.
В октябре 2006 года музей был переименован в Мемориальный комплекс лётчика-космонавта СССР А. Г. Николаева.

## Экспозиция
В Мемориальный комплекс входят:
- Музей космонавтики
- Стела «Ракета»
- Бронзовый бюст А. Г. Николаева
- Дом-музей семьи Николаевых

Бюст космонавта установлен в августе 1977 года в присутствии самого А. Г. Николаева

Часовня-усыпальница космонавта Андрияна Николаева

- Сад-парк им. А. Г. Николаева с аллеей космонавтов и деревьями, посаженными знаменитыми посетителями Мемориального комплекса (заложен в сентябре 1962 года)
- Православная часовня-усыпальница над могилой А. Г. Николаева (сооружена в 2005 году).

Музей космонавтики имеет 5 залов: «Детство и юность А. Г. Николаева», «Космос — дорога без конца», «Имя Андрияна на родной земле», «Астрономический класс», «Претворение идей К. Э. Циолковского в жизнь».
Среди 6000 экспонатов много уникальных — уголок класса Шоршелской семилетней школы и парта, за которой учился Николаев, похвальная грамота ученика 2-го класса, листки бортового журнала космических кораблей «Восток-3» и «Союз-9», заполненные рукой Николаева, скафандр для старта и спуска, ложемент космонавта, гидрокомбинезон на случай приводнения; личные вещи Николаева: ручка, вилочка, консервооткрыватель, часы «Полёт», шлемофон, медицинский пояс с датчиками. Представлены образцы космической пищи. В диораме «Человек в открытом космосе» размещены скафандр типа «Ястреб», в таком выходил в открытый космос Алексей Леонов, наземный аварийный запас «Гранат-1», который необходим космонавту после приземления в случае непредвиденных обстоятельств. Потолок зала — часть звёздного неба с созвездиями, видными с чувашских широт. Здесь же находится макет первого искусственного спутника Земли.
Показаны генеральская форма Николаева и его последняя книга «Притяжение Земли». В экспозиции — куртка Николаева, в которой он в последние дни жизни работал в Чебоксарах главным судьёй V Всероссийских летних сельских спортивных игр (1—3 июля 2004 года).
Реликвией музея является автомобиль «ЗИС-110» выпуска 1950 года (номерной знак 00-01 ЧУА), в котором знаменитого земляка, триумфально проехавшего 2 сентября 1962 года по улицам Чебоксар, приветствовали жители Чувашии. В музее по видеомонитору транслируется документальная кинохроника этого события.

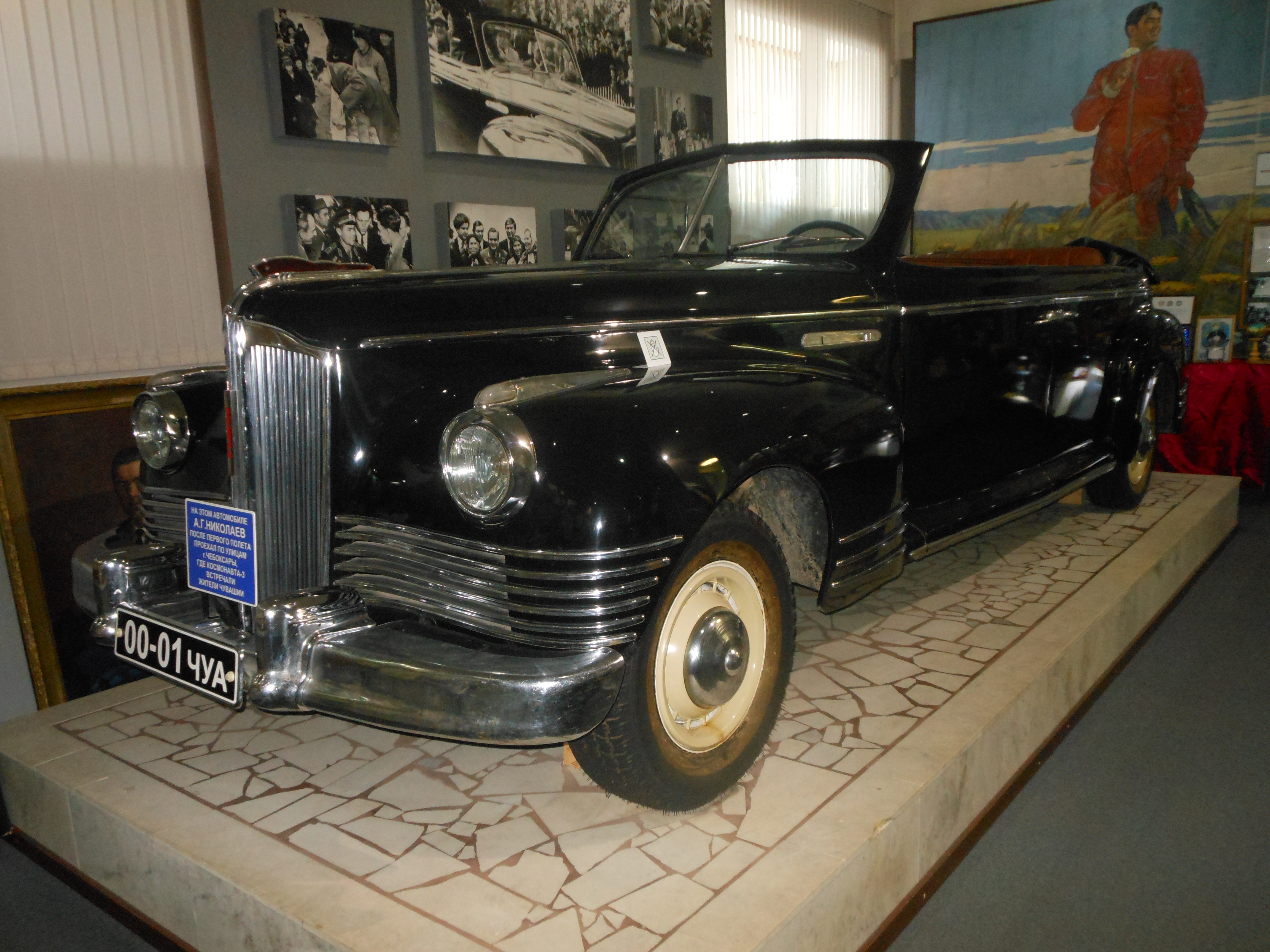
В этом кабриолете ЗИС-110 Николаева в сентябре 1962 года после полёта в космос приветствовали жители Чувашии

Часть экспозиции музея посвящена космонавту Николаю Бударину, уроженцу Чувашии.
В зале «Астрономический класс» устраиваются выставки к космическим датам, проводятся занятия тематических кружков, устраиваются встречи с космонавтами. Имеются три телескопа для наблюдения за звёздным небом.
В зале Циолковского размещены школьный планетарий, спускаемый аппарат космического корабля «Восток» весом 2,4 тонны, который побывал в космосе, спускаемый аппарат современного космического корабля «Союз ТМА», рулевой двигатель ракеты-носителя, показаны труды К. Э. Циолковского.

Мраморный саркофаг над могилой космонавта

За время существования музея с экспозицией ознакомились около 2 млн посетителей.
Комплексная реконструкция музея и прилегающей территории со строительством обсерватории, планетария, четырёх учебных классов, отеля и ресторана общим объёмом 300 млн рублей включена в Федеральную адресную инвестиционную программу на 2021 год — 2024 годы. Эскизный план реконструкции представлен в экспозиции музея.

## Дирекция
Директор музея — Александр Николаевич Тукмаков
Адрес: 429584 Чувашская Республика, Мариинско-Посадский район, село Шоршелы, ул. Парковая, д. 14